# Берест (гора)
Берест — гора, висотою 942 метри, розташована в Західних Бещадах у пасмі гір Високий Діл, на кордоні Польщі, Словаччини та України. Займає 23 місце серед найвищих гір у Підкарпатському воєводстві.
Гора Берест знаходиться в головному хребті пасма Високий Діл, у його східній частині, на північ від дороги Команча — Тісна, вище селища Зубряче. Південні схили гори спускаються в долину річки Солинки та залізничної колії Воля Мигова — Майдан — Присліп.
Високий Діл історично був межею по якій проходив розділ етнографічних територій розселення українських груп лемків та бойків.
До 1946 року на цих територіях українці складали більшість населення, проте більшість родин було вигнано в СРСР, а рештки під час «Операції Вісла» депортовано на понімецькі землі, що відійшли до Польщі після Другої світової війни.
На захід від гори знаходиться Фелишівка (1006 м над рівнем моря), а на сході — гора Осина (963 м).
Гора Берест вкрита лісом.